# Hermas von Philippi

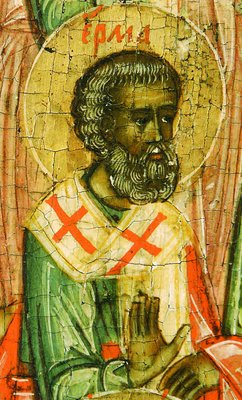
Hermas von Philippi

Hermas von Philippi war einer der Siebzig Jünger. Er wird in Röm 16,14  gemeinsam mit Asyncritus, Phlegon, Hermes und Patrobas erwähnt. Hermas soll Bischof in Philippi gewesen sein. Er wird als Heiliger verehrt; sein Gedenktag ist der 9. Mai. Eine Identität mit Hermas, dem Autor des Hirten des Hermas, gilt als unwahrscheinlich.